# BAFTA 2010
A 63.ª cerimônia do British Academy Film Awards, mais conhecida como BAFTA 2010, foi uma transmissão televisiva, produzida pela British Academy of Film and Television Arts (BAFTA), realizada em 21 de fevereiro de 2010, no Royal Opera House, em Londres, para celebrar as melhores contribuições, britânicas e internacionais, para a industria do cinema no ano de 2009.
Na cerimônia apresentada por Jonathan Ross, o filme The Hurt Locker venceu seis das oito nomeações, incluindo Melhor Filme e Melhor Diretor, concedendo a Kathryn Bigelow o primeiro prêmio na categoria a uma mulher. Carey Mulligan venceu a categoria de Melhor Atriz por An Education e Colin Firth na categoria de Melhor Ator por A Single Man. Christoph Waltz venceu a categoria de Melhor Ator Coadjuvante por Inglorious Basterds, e Mo'Nique venceu a categoria de Melhor Atriz Coadjuvante por Precious.

## Vencedores e nomeados
| Melhor Filme The Hurt Locker – Kathryn Bigelow, Mark Boal, Nicolas Chartier, Greg Shapiro - Avatar – James Cameron, Jon Landau - An Education – Finola Dwyer, Amanda Posey - Precious – Lee Daniels, Sarah Siegel-Magness, Gary Magness - Up in the Air – Ivan Reitman, Jason Reitman, Daniel Dubiecki | Melhor Diretor Kathryn Bigelow – The Hurt Locker - James Cameron – Avatar - Lone Scherfig – An Education - Neill Blomkamp – District 9 - Quentin Tarantino – Inglourious Basterds |
| Melhor Ator Colin Firth – A Single Man como George Falconer - Andy Serkis – Sex & Drugs & Rock & Roll como Ian Dury - George Clooney – Up in the Air como Ryan Bingham - Jeff Bridges – Crazy Heart como Otis Blake - Jeremy Renner – The Hurt Locker como Sargento William James | Melhor Atriz Carey Mulligan – An Education como Jenny Mellor - Audrey Tautou – Coco Before Chanel como Coco Chanel - Gabourey Sidibe – Precious como Claireece Precious Jones - Meryl Streep – Julie & Julia como Julia Child - Saoirse Ronan – The Lovely Bones como Susie Salmon |
| Melhor Ator Coadjuvante Christoph Waltz – Inglourious Basterds como Hans Landa - Alec Baldwin – It's Complicated como Jacob Adler - Alfred Molina – An Education como Jack Mellor - Christian McKay – Me and Orson Welles como Orson Welles - Stanley Tucci – The Lovely Bones como George Harvey | Melhor Atriz Coadjuvante Mo'Nique – Precious como Mary Lee Johnston - Anna Kendrick – Up in the Air como Natalie Keener - Anne-Marie Duff – Nowhere Boy como Julia Lennon - Kristin Scott Thomas – Nowhere Boy como Mimi Smith - Vera Farmiga – Up in the Air como Alex Goran |
| Melhor Roteiro Original The Hurt Locker – Mark Boal - The Hangover – Jon Lucas, Scott Moore - Inglourious Basterds – Quentin Tarantino - A Serious Man – Joel e Ethan Coen - Up – Bob Peterson, Pete Docter | Melhor Roteiro Adaptado Up in the Air – Jason Reitman, Sheldon Turner - District 9 – Neill Blomkamp, Terri Tatchell - An Education – Nick Hornby - In the Loop – Jesse Armstrong, Simon Blackwell, Armando Iannucci, Tony Roche - Precious – Geoffrey S. Fletcher |
| Melhor Cinematografia The Hurt Locker – Barry Ackroyd - Avatar – Mauro Fiore - District 9 – Trent Opaloch - Inglourious Basterds – Robert Richardson - The Road – Javier Aguirresarobe | Melhor Estreia Britânica Moon – Duncan Jones - Exam – Stuart Hazeldine - Mugabe and the White African – Lucy Bailey, Andrew Thompson, Elizabeth Morgan Hemlock, David Pearson (Director/Producer) - Nowhere Boy – Sam Taylor-Johnson - Shifty – Eran Creevy |
| Melhor Filme Britânico Fish Tank – Kees Kasander, Nick Laws, Andrea Arnold - An Education – Finola Dwyer, Amanda Posey, Lone Scherfig, Nick Hornby - In the Loop – Kevin Loader, Adam Tandy, Armando Iannucci, Jesse Armstrong, Simon Blackwell, Tony Roche - Moon – Stuart Fenegan, Trudie Styler, Duncan Jones, Nathan Parker - Nowhere Boy – Robert Bernstein, Douglas Rae, Kevin Loader, Sam Taylor-Johnson, Matt Greenhalgh | |
| Melhor Trilha Sonora Up – Michael Giacchino - Avatar – James Horner - Crazy Heart – T Bone Burnett, Stephen Bruton - Fantastic Mr. Fox – Alexandre Desplat - Sex & Drugs & Rock & Roll – Chaz Jankel | Melhor Som The Hurt Locker – Ray Beckett, Paul N. J. Ottosson - Avatar – Christopher Boyes, Gary Summers, Andy Nelson, Tony Johnson, Addison Teague - District 9 – Brent Burge, Chris Ward, Dave Whitehead, Michael Hedges, Ken Saville - Star Trek – Peter J. Devlin, Andy Nelson, Anna Behlmer, Mark P. Stoeckinger, Ben Burtt - Up – Tom Myers, Michael Silvers, Michael Semanick, Doc Kane                       |
| Melhor Direção de Arte Avatar – Rick Carter, Robert Stromberg, Kim Sinclair - District 9 – Philip Ivey, Guy Potgieter - Harry Potter and the Half-Blood Prince – Stuart Craig, Stephenie McMillan - The Imaginarium of Doctor Parnassus – Dave Warren, Anastasia Masaro, Caroline Smith - Inglourious Basterds – David Wasco e Sandy Reynolds-Wasco                                                                              | Melhores Efeitos Visuais Avatar – Joe Letteri, Stephen Rosenbaum, Richard Baneham, Andrew R. Jones - District 9 – Dan Kaufman, Peter Muyzers, Robert Habros, Matt Aitken - Harry Potter and the Half-Blood Prince – John Richardson, Tim Burke, Tim Alexander, Nicolas Aithadi - The Hurt Locker – Richard Stutsman - Star Trek – Roger Guyett, Russell Earl, Paul Kavanagh, Burt Dalton                             |
| Melhor Figurino The Young Victoria – Sandy Powell - Bright Star – Janet Patterson - Coco Before Chanel – Catherine Leterrier - An Education – Odile Dicks-Mireaux - A Single Man – Arianne Phillips | Melhor Maquiagem e Caracterização The Young Victoria – Jenny Shircore - Coco Before Chanel – Thi Thanh Tu Nguyen, Madeleine Cafano, Jane Milon - An Education – Elizabeth Yianni-Georgiou - The Imaginarium of Doctor Parnassus – Sarah Monzani - Nine – Peter King |
| Melhor Edição The Hurt Locker – Bob Murawski, Chris Innis - Avatar – Stephen E. Rivkin, John Refoua, James Cameron - District 9 – Julian Clarke - Inglourious Basterds – Sally Menke - Up in the Air – Dana E. Glauberman | Melhor Filme Estrangeiro Un prophète – Pascal Caucheteux, Marco Cherqui, Alix Raynaud, Jacques Audiard - Los abrazos rotos – Agustín Almodóvar, Pedro Almodóvar - Coco avant Chanel – Carole Scotta, Caroline Benjo, Philippe Carcassanne, Anne Fontaine - Låt den rätte komma in – Carl Molinder, John Nordling, Tomas Alfredson - Das weiße Band – Stefan Arndt, Veit Heiduschka, Margaret Ménégoz, Michael Haneke |
| Melhor Filme Animado Up – Pete Docter - Coraline – Henry Selick - Fantastic Mr. Fox – Wes Anderson | Melhor Curta-Metragem de Animação Mother of Many – Sally Arther, Emma Lazanby - The Gruffalo – Michael Rose, Martin Pope, Jakob Schuh, Max Lang - The Happy Duckling – Gili Dolev |
| Melhor Curta-Metragem I Do Air – James Bolton, Martina Amati - Fourteen – Asitha Ameresekere - Jade – Samm Hailay, Daniel Elliott - Mixtape – Luti Fagbenle, Luke Snellin - Off Season – Jacob Jaffke, Jonathan Van Tulleken | Melhor Ator/Atriz em Ascensão Kristen Stewart - Carey Mulligan - Jesse Eisenberg - Nicholas Hoult - Tahar Rahim |

### Filmes com múltiplas indicações
| Indicações | Filme                                  |
| ---------- | -------------------------------------- |
| 8          | Avatar                                 |
| 8          | An Education                           |
| 8          | The Hurt Locker                        |
| 7          | District 9                             |
| 6          | Inglourious Basterds                   |
| 6          | Up in the Air                          |
| 4          | Coco avant Chanel (Coco Before Chanel) |
| 4          | Nowhere Boy                            |
| 4          | Precious                               |
| 4          | Up                                     |
| 2          | Crazy Heart                            |
| 2          | Fantastic Mr. Fox                      |
| 2          | Harry Potter and the Half-Blood Prince |
| 2          | The Imaginarium of Doctor Parnassus    |
| 2          | In the Loop                            |
| 2          | The Lovely Bones                       |
| 2          | Moon                                   |
| 2          | Sex & Drugs & Rock & Roll              |
| 2          | A Single Man                           |
| 2          | Star Trek                              |
| 2          | The Young Victoria                     |

### Filmes com múltiplos prêmios
| Prêmios | Filme              |
| ------- | ------------------ |
| 6       | The Hurt Locker    |
| 2       | Avatar             |
| 2       | Up                 |
| 2       | The Young Victoria |